# Galaxy Trucker
Galaxy Trucker ist ein Science-Fiction-Gesellschaftsspiel für zwei bis vier Personen. Entwickelt wurde es von Vlaada Chvátil, die Spielgrafik gestaltete Radim Pech. Das Spiel erschien 2007 bei Czech Games Edition, eine deutsche Version wurde im selben Jahr vom Heidelberger Spieleverlag herausgegeben.

## Handlung und Spielidee
Galaxy Trucker versetzt die Spieler in die Rolle von Weltraumpiloten, die im Auftrag eines interstellaren Konsortiums in entlegene und gefährliche Gebiete des Weltraums fliegen müssen, um dort Baumaterial abzuliefern. Die Raumschiffe für die insgesamt drei Flüge müssen sich die Spieler unter Zeitdruck aus einer Vielzahl an Bauteilen selbst zusammenstellen und es dabei für die bevorstehenden Ereignisse und Gefahren ausrüsten: Gegen Meteoriten und Angriffe schützen beispielsweise Schilde und Kanonen, zur Untersuchung von Wracks wird eine starke Besatzung benötigt und Waren können auf der Reise nur erworben werden, wenn Lagerräume vorhanden sind. Mängel beim Raumschiffdesign können einen Spieler Waren, Besatzung und ganze Teile des Raumschiffs kosten und ihn möglicherweise sogar zum vorzeitigen Abbruch der Reise zwingen.
Zum Ende jeder Etappe wird abgerechnet: Für verlorene Bauteile muss der Spieler Entschädigung zahlen, dagegen bringen ein schnelles Erreichen des Ziels und der Verkauf der transportierten Waren Geld in Form von kosmischen Krediten. Ziel des Spiels ist es, möglichst viele dieser Kredite anzuhäufen.

## Material
- 1 Flugplan
- 8 beidseitig bedruckte Schiffspläne (4 × I+II, 4 × III+IIIA)
- 144 Raumschiffteile (davon 4 Startteile in 4 Farben)
- 48 Figuren (40 Menschen und 8 Aliens)
- 40 Energiesteine
- 56 Warensteine in 4 Farben (12 × Rot, 17 × Gelb, 13 × Grün, 14 × Blau)
- 8 Raumschiffminiaturen in 4 Farben (je 2 pro Farbe)
- 64 Kredit-Spielmarken (4 × 50c, 18 × 2c, 12 × 5c, 17 × 10c, 13 × 1c)
- 60 Flugkarten (je 20 pro Etappe)
- 1 Karte mit den geänderten Spielbedingungen für die Runden 2 und 3
- 4 durchnummerierte Spielmarken
- 2 sechsseitige Spielwürfel
- 1 Sanduhr
- 1 Handbuch Spielregeln

Das Regelheft ist unterteilt in zwei Abschnitte: Im ersten Abschnitt wird ein vereinfachter Ablauf der ersten Runde mit einer festgelegten Auswahl an Ereignissen beschrieben. Hierbei sind einige Regeln so modifiziert, dass Spieler auch Fehler machen dürfen, ohne dass dies schwerwiegende Folgen hat. Der zweite Abschnitt behandelt schließlich die vollständigen Regeln und erläutert alle weiteren Spielelemente. Ferner werden im Regelbuch auch mehrere Spielvarianten beschrieben, etwa die Möglichkeit, in Teams zu spielen.

## Spielverlauf
Ein Spiel besteht aus insgesamt drei Runden bzw. Etappen. Spätere Etappen ermöglichen höhere Gewinne und den Bau größerer Raumschiffe, sind dafür aber auch länger und gefährlicher. Jede Etappe gliedert sich wiederum in drei Phasen: Die Konstruktion des Raumschiffs, die Flugreise sowie die Abrechnung.

### Phase 1: Bau des Raumschiffs
In der ersten Phase muss jeder Spieler ein möglichst leistungsstarkes Raumschiff konstruieren. Die Grundlage dafür ist ein je nach Etappe variierender Schiffsplan, der die maximale Anzahl an Komponenten, die Grundform sowie das Cockpit als Kernkomponente vorgibt.
Die zur Verfügung stehenden 140 Bauteile sind in acht Gruppen unterteilt und verbessern das Raumschiff jeweils in einer bestimmten Hinsicht: Motoren erhöhen beispielsweise seine Geschwindigkeit, Pilotenkabinen erlauben die Unterbringung zusätzlicher Besatzungsmitglieder und Kanonen verbessern die Chancen, Angriffe abzuwehren. Manche Bauteile funktionieren nur in Kombination mit anderen Bauteilen: So benötigen Schildgeneratoren, Doppelantriebe und Doppelkanonen zu ihrer Nutzung Energiesteine, die nur mit Batterie-Bauteilen geliefert werden. Um Aliens in die Besatzung aufnehmen zu können, muss eine entsprechende Lebenserhaltung ins Raumschiff integriert werden.
Alle Raumschiffkomponenten verfügen über eine oder mehrere Verbindungsstreben und können nur an bestehende Bauteile mit passenden Verbindungsstreben angelegt werden. Einige Arten von Bauteilen haben darüber hinaus noch weitere Einbauregeln: Motoren etwa dürfen nur montiert werden, wenn die Antriebsdüse nach achtern zeigt und nicht durch andere Komponenten blockiert wird.
Sämtliche Bauteile werden zu Beginn der Bauphase verdeckt gemischt und als Haufen in der Tischmitte bereitgelegt. Die Spieler nehmen daraus jeweils ein Bauteil und prüfen, ob sie es an ihr Schiff anbauen können und wollen. Nicht benötigte Teile werden offen zurück in die Mitte gelegt und können dann von jedem Spieler genommen werden. Eine Besonderheit der Bauphase ist, dass es keine Reihenfolge oder Rundeneinteilung gibt – alle Spieler bedienen sich gleichzeitig aus dem Vorrat an Bauteilen. Die maximale Bauzeit wird durch eine Sanduhr begrenzt, zudem erhalten Spieler einen größeren Startvorteil in der folgenden Flugphase, je schneller sie ihr Raumschiff fertigstellen. Die Spieler konstruieren ihre Schiffe somit unter Zeitdruck, was Kompromisse beim Raumschiffbau erforderlich macht und auch zu Konstruktionsfehlern führen kann. Diese können in der abschließenden Raumschiffkontrolle gesucht und behoben werden, jedoch auf Kosten des Startvorteils.
Während der Bauphase haben Spieler zusätzlich die Möglichkeit, Einblick in die zuvor gemischten und bereitgelegten Flugkartenstapel zu nehmen. Auf Kosten von Bauzeit können sie so Informationen über die bevorstehenden Ereignisse und Gefahren erhalten und die Konstruktion ihres Raumschiffs entsprechend anpassen.

### Phase 2: Flug
Während der zweiten Spielphase absolvieren die Spieler mit ihren gebauten Raumschiffen den jeweiligen Etappenflug. Dieser wird simuliert, indem die zuvor zufällig zusammengestellten Flugkarten der Reihe nach ausgespielt werden. Jede Flugkarte zeigt ein bestimmtes Ereignis für alle Spieler an, auf das diese dann reagieren können oder müssen, beispielsweise einen Meteoritenschwarm, einen Angriff oder eine Planetengruppe. Anzahl und Wirkungsgrad der Flugkarten variieren je nach Etappe – während in der ersten Runde lediglich acht Flugkarten mit eher geringer Wirkung gespielt werden, besteht der Flug in der dritten und letzten Runde aus insgesamt 16 Karten mit zum Teil sehr gefährlichen Ereignissen.
Sämtliche Ereignisse stellen das Design der Raumschiffe auf die Probe und bieten zum Teil auch die Chance auf zusätzliche Verdienste. So können verlassene Schiffe und Raumstationen einem Spieler zusätzliches Geld oder Waren bringen, jedoch nur, wenn dessen Raumschiff eine genügend starke Besatzung zur Erkundung aufweisen kann. Warenkisten wiederum können nur aufgenommen werden, wenn das Schiff über entsprechende Laderäume verfügt. Trifft die Spielergruppe auf Piraten oder Sklavenhändler, so können diese nur mit einer genügend starken Bewaffnung besiegt werden. Bei einem Meteoritenschwarm spielt neben der Waffenstärke sogar die Ausrichtung der Kanonen eine Rolle. Ist ein Raumschiff für eine Gefahrensituation nicht genügend gut ausgerüstet, so kann dies den entsprechenden Spieler Waren, Besatzungsmitglieder oder Teile seines Raumschiffs kosten.
Im Gegensatz zur Bauphase wird während der Flugphase nach einer bestimmten Reihenfolge gespielt, die mittels Figuren auf dem Flugplan festgehalten wird. Sie entspricht zu Beginn des Fluges der Reihenfolge, in der die Spieler ihre Raumschiffe fertiggestellt haben. Im Verlauf des Fluges kann sie sich aber durch bestimmte Ereignisse immer wieder ändern. Die Reihenfolge spielt unter anderem bei der Auswertung vieler Ereignisse eine wichtige Rolle: So treffen Angriffe den führenden Spieler stets zuerst und nachfolgende Spieler nur dann, wenn sie nicht abgewehrt werden konnten. Umgekehrt hat der erste Spieler aber auch den Vorrang bei der Erkundung von Raumstationen und Schiffen sowie beim Handel mit Planeten, während die zurückliegenden Spieler möglicherweise leer ausgehen. Ferner entscheidet die Reihenfolge bei Flugende (nach Auswertung der letzten Flugkarte) über die Bezahlung, die ein Spieler erhält.
Unter bestimmten Umständen kann ein Spieler gezwungen sein, den Flug vorzeitig abzubrechen. Dies geschieht beispielsweise, wenn er seine gesamte menschliche Besatzung verliert oder ohne Antriebssysteme in den freien Raum (ein Ereignis) gelangt. Der Spieler muss dann bis zum Ende der Flugphase aussetzen.

### Phase 3: Abrechnung
Nach der Auswertung der letzten Flugkarte wird die jeweilige Etappe abgerechnet. Gemäß der Reihenfolge bei Flugende erhalten die Spieler einen bestimmten Geldbetrag als Bezahlung sowie möglicherweise einen Bonus für das Schiff mit den wenigsten offenen Verbindungsstreben, ferner werden die auf der Reise erworbenen Warenkisten für Geld verkauft. Für Raumschiffteile, die während der Reise verloren gingen, müssen Spieler umgekehrt allerdings Entschädigung zahlen.
Gewinner laut den Spielregeln sind alle Spieler, die nach Abschluss der dritten Runde mindestens einen kosmischen Kredit besitzen, wobei diejenigen Spieler, die mehr Kredite besitzen, auch ein bisschen mehr gewinnen.

## Kritiken und Auszeichnungen
Die Kritiken und Berichte zu Galaxy Trucker fielen zumeist sehr positiv aus. Als Kritikpunkte wurden vor allem die vergleichsweise geringe Interaktion zwischen den Spielern und einige Schwächen in der Spielbalance genannt. Demgegenüber stünden jedoch eine gelungene und kurzweilige Mischung aus Echzeit-Puzzlespiel und Weltraumabenteuer, nahezu kein Leerlauf für einzelne Spieler, ein hoher Wiederspielwert, die gut strukturierte Spielanleitung sowie die lockere und humorvolle Thematik.
2008 erhielt Galaxy Trucker die Auszeichnung Spiele Hit mit Freunden des österreichischen Spielpreises Spiel der Spiele. Im selben Jahr stand das Brettspiel auf der Empfehlungsliste zum Spiel des Jahres und erreichte Platz 7 des Deutschen Spiele Preises.

## Erweiterungen
Für Galaxy Trucker sind verschiedene Erweiterungen erschienen.
| Name                                    | Erscheinungs- datum | Bemerkungen |
| --------------------------------------- | ------------------- | --- |
| Bonuskarten                             | Okt. 2007           | Zwei Bonuskarten, die an Vorbesteller des Spiels bei der SPIEL '07 verteilt wurden. Sie sind in der großen Erweiterung enthalten. |
| Krasse Strecken                         | Dez. 2007           | Zu Weihnachten 2007 veröffentlichte Czech Games Edition diese Erweiterung auf der eigenen Website zum Herunterladen und Ausdrucken. Enthalten sind Flugkarten unter anderem mit diebischen Besatzungsmitgliedern, explodierenden Batterien und ähnlichen Ereignissen, die den Schwierigkeitsgrad zum Teil erheblich erhöhen und sich damit an erfahrene Spieler richten. |
| Die große Erweiterung                   | Okt. 2008           | Zur SPIEL '08 erschien die erste große Erweiterung. Enthalten sind das Material für einen fünften Spieler, eine erweiterte Version der bis dahin nur online verfügbaren Erweiterung Krasse Strecken, weitere Flugkarten einschließlich der beiden Bonuskarten (s. o.), sowie neue Außerirdische, Schiffe und Schiffsteile. Die Erweiterung ist nur eingeschränkt kompatibel mit der ersten Ausgabe des Basisspiels, daher wurde ein Compatibility Pack veröffentlicht, welches einige aktualisierte Komponenten enthält und kostenlos beim Verlag erhältlich war. |
| Noch eine große Erweiterung             | 2012                | In der zweiten großen Erweiterung sind neue Schiffsklassen und -teile, Mannschaftsmitglieder und Bonuskarten enthalten. |
| Gleichmacher-Karten (Even Steven Cards) | 2012                | Eine limitierte Erweiterung, bestehend aus fünf Karten, um das Spielgleichgewicht bei unterschiedlich erfahrenen Spielern zu wahren. Der englische umgangssprachliche Ausdruck even steven bedeutet „ausgeglichen“. |
| Die Jubiläumsausgabe                    | 2012                | Enthält das Basisspiel, beide großen Erweiterungen, die Gleichmacher-Karten und das Comicheft Unheimliche Begegnung. |
| Brandneue Modelle                       | 2013                | Enthält Spielpläne für vier neue Schiffsklassen IC bis IVC. |

## Digitale Umsetzung
Im Herbst 2014 erschien Galaxy Trucker als App für das iPad. Die digitale Umsetzung entspricht im Wesentlichen dem Brettspiel und enthält neben einigen Änderungen und Ergänzungen (Nebenmissionen) unter anderem ein Tutorial, eine Einzelspielerkampagne und verschiedene Mehrspielermodi. Mittlerweile sind auch Versionen für das iPhone, Android-Systeme und das Amazon Kindle erschienen.
Die Kritiken zur digitalen Umsetzung von Galaxy Trucker fielen insgesamt sehr positiv aus, einige Rezensenten lobten sie sogar als eine der besten Brettspielumsetzungen überhaupt.